# Luis Gutiérrez Soto
Luis Gutiérrez Soto (Madrid, 1890 — 1977) foi um arquitecto espanhol.

## Obras
- Cinema Europa (Madrid 1928);
- Aeroporto de Madrid-Barajas 1930;
- Cinema Barceló (Madrid 1930);
- Discoteca "Pachá";
- Bar Chicote 1931;
- Cinema Ronda (Vitória 1935);
- Complexo Carlos III (Madrid 1935);
- Mercado de Mayoristas de Málaga 1942;
- Edifício edificio Axa 1945-46;
- Ministério del Aire;
- Vivendas para EMPSA